# Niacin
Niacin é uma banda instrumental de jazz fusion fundada em 1996 por Billy Sheehan (baixo), Dennis Chambers (bateria) e John Novello (teclados).

## Discografia
- Niacin - 1996
- High Bias - 1998
- Deep - 2000
- Time Crunch - 2001
- Live! Blood, Sweat & Beers - 2003
- Organik - 2005
- Krush - 2013[3]